# Houthulst
Houthulst là một đô thị ở tỉnh Tây Flanders. Đô thị này gồm các thị trấn Houthulst, Jonkershove, Klerken và Merkem. Tại thời điểm ngày 1 tháng 1 năm 2006, Houthulst có dân số 9.051 người. Tổng diện tích là 55,89 km² với mật độ dân số là 162 người trên mỗi km².